# Liste der Biografien/Fen
Liste der Biografien |
Portal Biografien |
Personensuche
# |
A |
B |
C |
D |
E |
F |
G |
H |
I |
J |
K |
L |
M |
N |
O |
P |
Q |
R |
S |
T |
U |
V |
W |
X |
Y |
Z |
?
 
Fa |
Fe |
Ff |
Fh |
Fi |
Fj |
Fk |
Fl |
Fm |
Fn |
Fo |
Fr |
Ft |
Fu |
Fy
 
Fea |
Feb |
Fec |
Fed |
Fee |
Fef |
Feg |
Feh |
Fei |
Fej |
Fek |
Fel |
Fem |
Fen |
Feo |
Fer |
Fes |
Fet |
Feu |
Fev |
Few |
Fey |
Fez
Die Liste der Biografien führt alle Personen auf, die in der deutschsprachigen Wikipedia einen Artikel haben. Dieses ist eine Teilliste mit 373 Einträgen von Personen, deren Namen mit den Buchstaben „Fen“ beginnt.

## Fen

### Fena
- Fenady, Andrew J. (1928–2020), amerikanischer Schauspieler, Drehbuchautor, Filmproduzent und Schriftsteller
- Fenaja, Benedetto (1736–1812), italienischer römisch-katholischer Geistlicher und Lateinischer Patriarch von Konstantinopel
- Fenaroli, Fedele (1730–1818), italienischer Komponist und Musikpädagoge
- Fenati, Romano (* 1996), italienischer MotorradrennfahrerRomano Fenati (* 1996)

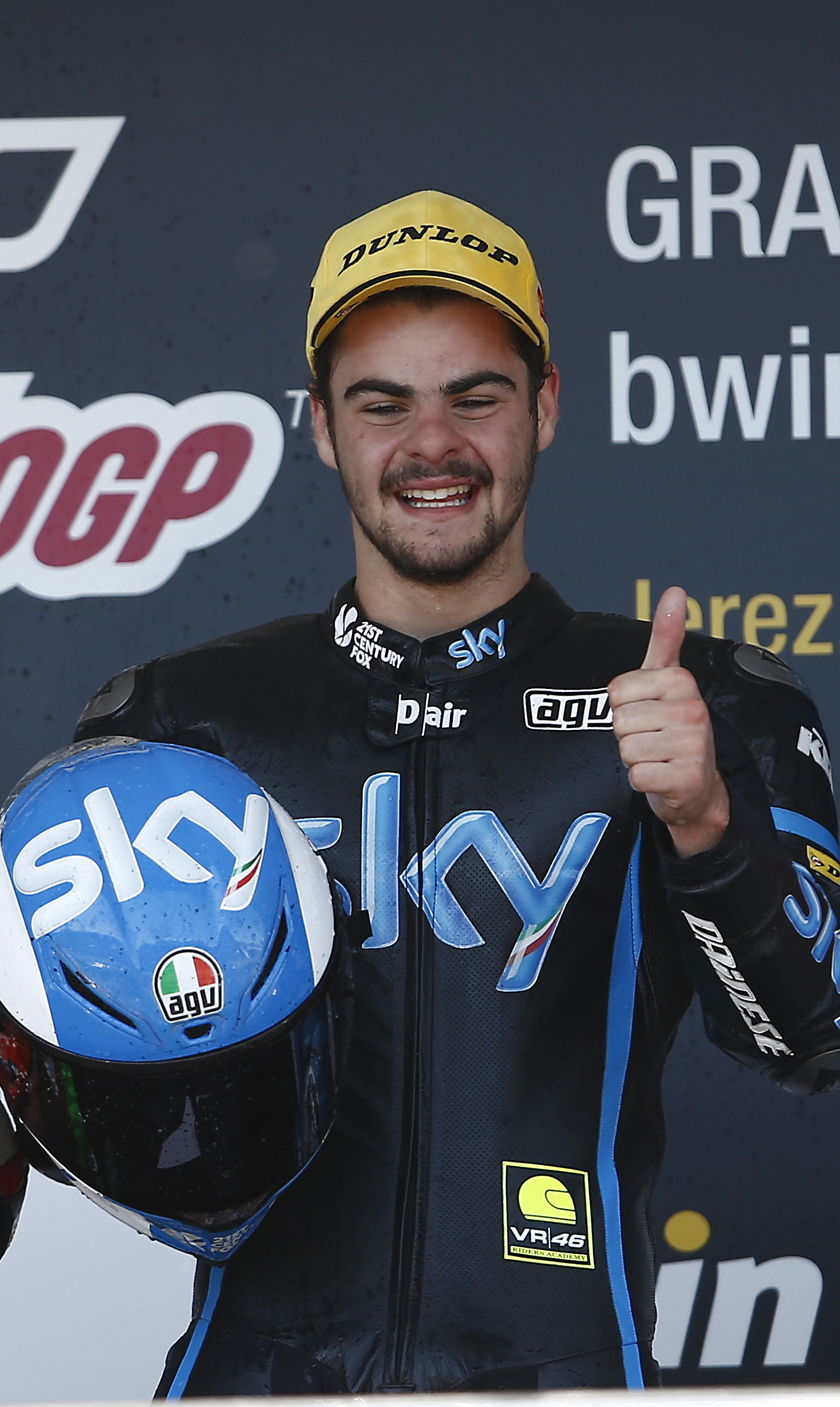
Romano Fenati (* 1996)

### Fenc
- Fenceroy, Emma Rose (1944–2003), amerikanische Mathematikerin und Hochschullehrerin
- Fences (* 1983), US-amerikanischer Songwriter und Gitarrist
- Fenchel, Heinz (1906–1988), deutsch-israelischer Szenenbildner und Architekt
- Fenchel, Käte (1905–1983), deutsche Mathematikerin
- Fenchel, Tobias (1849–1910), deutscher Missionar in Südwestafrika
- Fenchel, Tom (* 1940), dänischer Meeresbiologe
- Fenchel, Werner (1905–1988), deutsch-dänischer Mathematiker
- Fenchel, Wilhelm (1873–1938), Landtagsabgeordneter Volksstaat Hessen
- Fencker, Edgar Christian (1844–1904), dänischer Kaufmann, Ornithologe und Inspektor in Grönland
- Fencker, Kirsten (* 1979), grönländische Politikerin (Naleraq)
- Fencker, Kuno (* 1974), grönländischer Politiker (Naleraq)

### Fend
- Fend, Fritz (1915–1944), deutscher Fußballspieler
- Fend, Fritz (1920–2000), deutscher Ingenieur und Automobilkonstrukteur
- Fend, Helmut (* 1940), österreichischer Erziehungswissenschaftler und Hochschullehrer
- Fend, Johannes, österreichischer Musiker (Bass, Komposition)
- Fend, Kevin (* 1990), österreichischer Fußballspieler
- Fend, Mechthild, deutsche Kunsthistorikerin und Hochschullehrerin
- Fend, Otto (* 1938), österreichischer Politiker (ÖVP), Landtagsabgeordneter zum Vorarlberger Landtag
- Fend, Peter (* 1950), US-amerikanischer Konzept- und Land Art-Künstler
- Fend, Werner (1926–1997), österreichischer Lehrer, Jäger, Fotograf, Tierfilmer und Autor
- Fenda, Chuck (* 1972), US-amerikanischer Reggae- und Dub-Musiker
- Fendall, Josias (* 1628), englischer Kolonialgouverneur der Province of Maryland
- Fendel, Heike-Melba (* 1961), deutsche Künstler- und PR-Agentin, Journalistin und Buchautorin
- Fendel, Helmut (1937–2019), deutscher Fußballspieler
- Fendel, Ralf (* 1968), deutscher Ökonom
- Fendel, Rosemarie (1927–2013), deutsche Schauspielerin, Synchron- und HörspielsprecherinRosemarie Fendel (1927–2013)

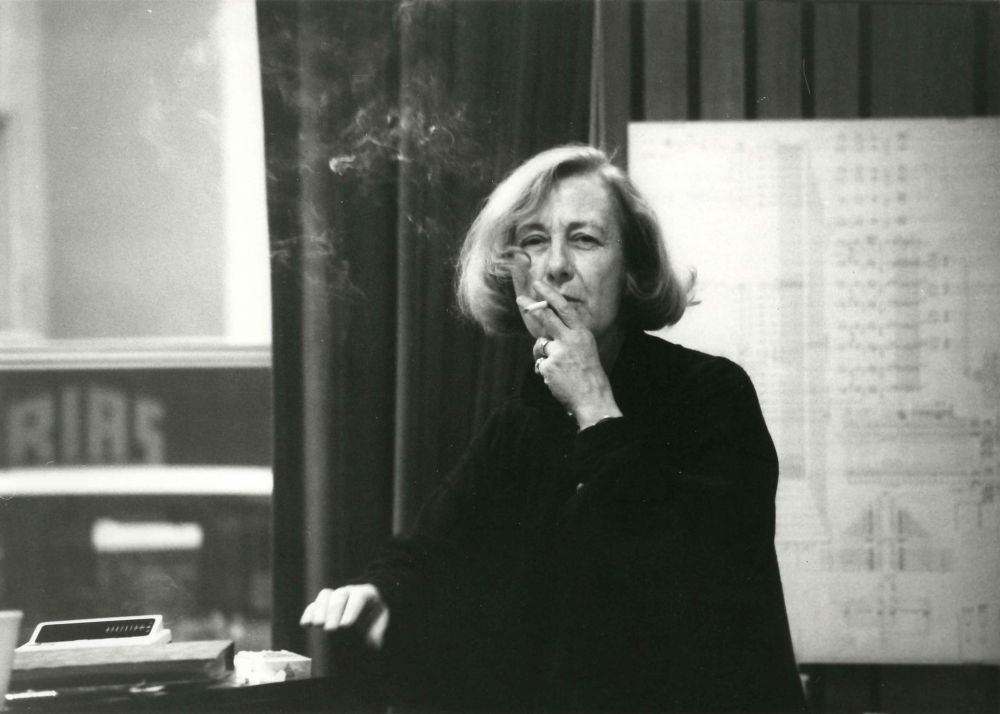
Rosemarie Fendel (1927–2013)

- Fender, Damian (* 1991), polnischer Naturbahnrodler
- Fender, Edward (1942–2021), polnischer Rennrodler
- Fender, Eugen (1872–1932), deutscher Oberamtmann
- Fender, Freddy (1937–2006), US-amerikanischer Country-Sänger
- Fender, Hans (1854–1926), deutscher Theaterschauspieler
- Fender, Ingrid (1944–2012), deutsche Politikerin (CDU), MdL
- Fender, Janet S., US-amerikanische Physikerin
- Fender, Leo (1909–1991), US-amerikanischer Instrumentenbauer
- Fender, Sam (* 1994), englischer Rock-Singer-SongwriterSam Fender (* 1994)

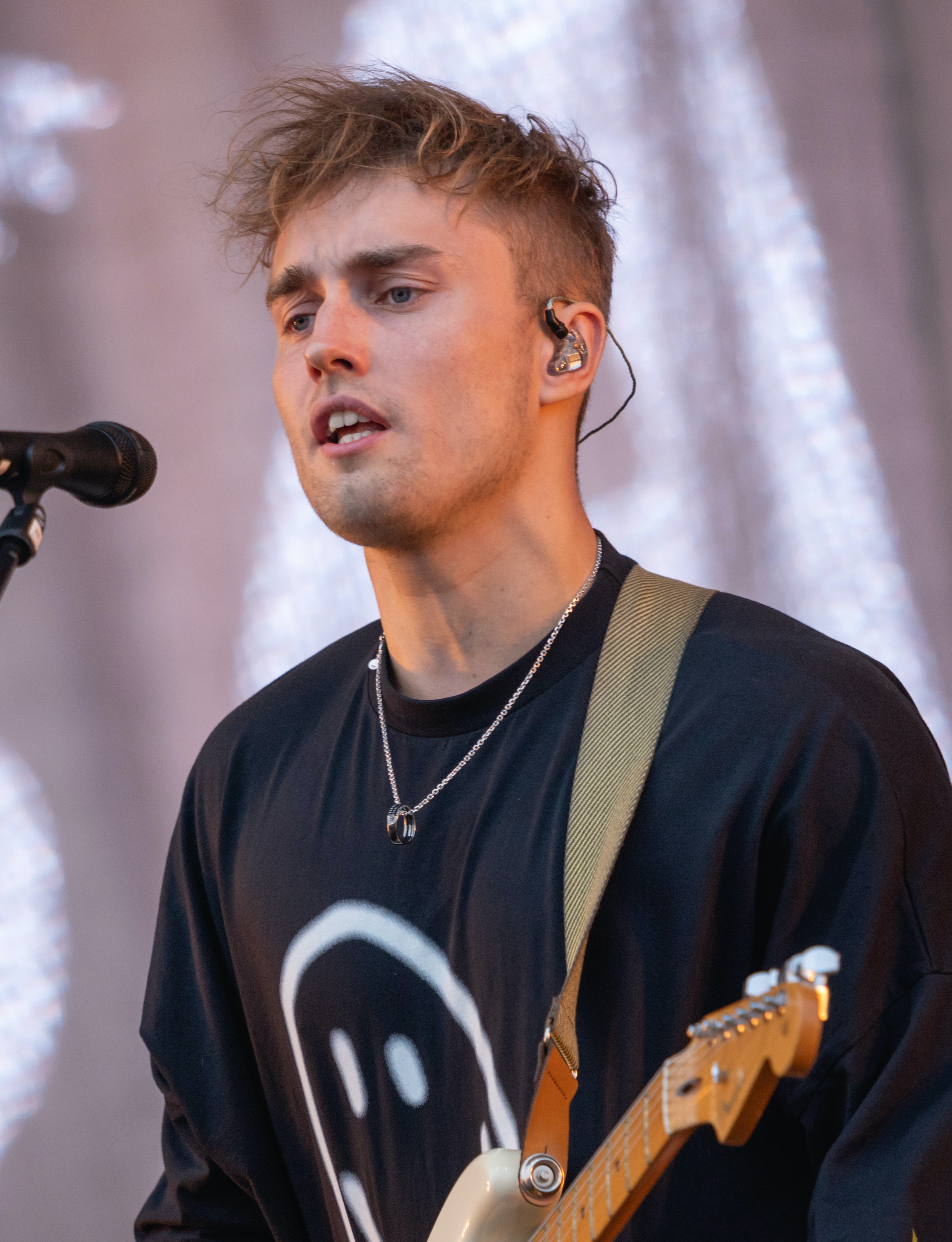
Sam Fender (* 1994)

- Fenderl, Birgit (* 1971), österreichische Fernsehmoderatorin
- Fendero, Moreno (* 1999), französischer Boxer
- Fendi, Peter (1796–1842), österreichischer Maler, Zeichner und Kupferstecher
- Fendick, Patty (* 1965), US-amerikanische Tennisspielerin
- Fendl, Josef (1929–2022), deutscher Dialektdichter
- Fendler, August (1813–1883), deutscher Botaniker in den USA, Panama, Venezuela und Trinidad
- Fendler, Edvard (1902–1987), deutscher Dirigent
- Fendler, Lothar (1913–1983), deutscher SS-Offizier in der Einsatzgruppe C
- Fendler, Robert (1947–2008), österreichischer Fußballspieler
- Fendre, Michael (* 1974), österreichischer Dirigent
- Fendrich, Anton (1868–1949), deutscher Politiker und Schriftsteller
- Fendrich, Bruno (1900–1963), Schwarzmeerdeutscher Architekt und Bauhistoriker
- Fendrich, Rainhard (* 1955), österreichischer Liedermacher, Moderator und SchauspielerRainhard Fendrich (* 1955)

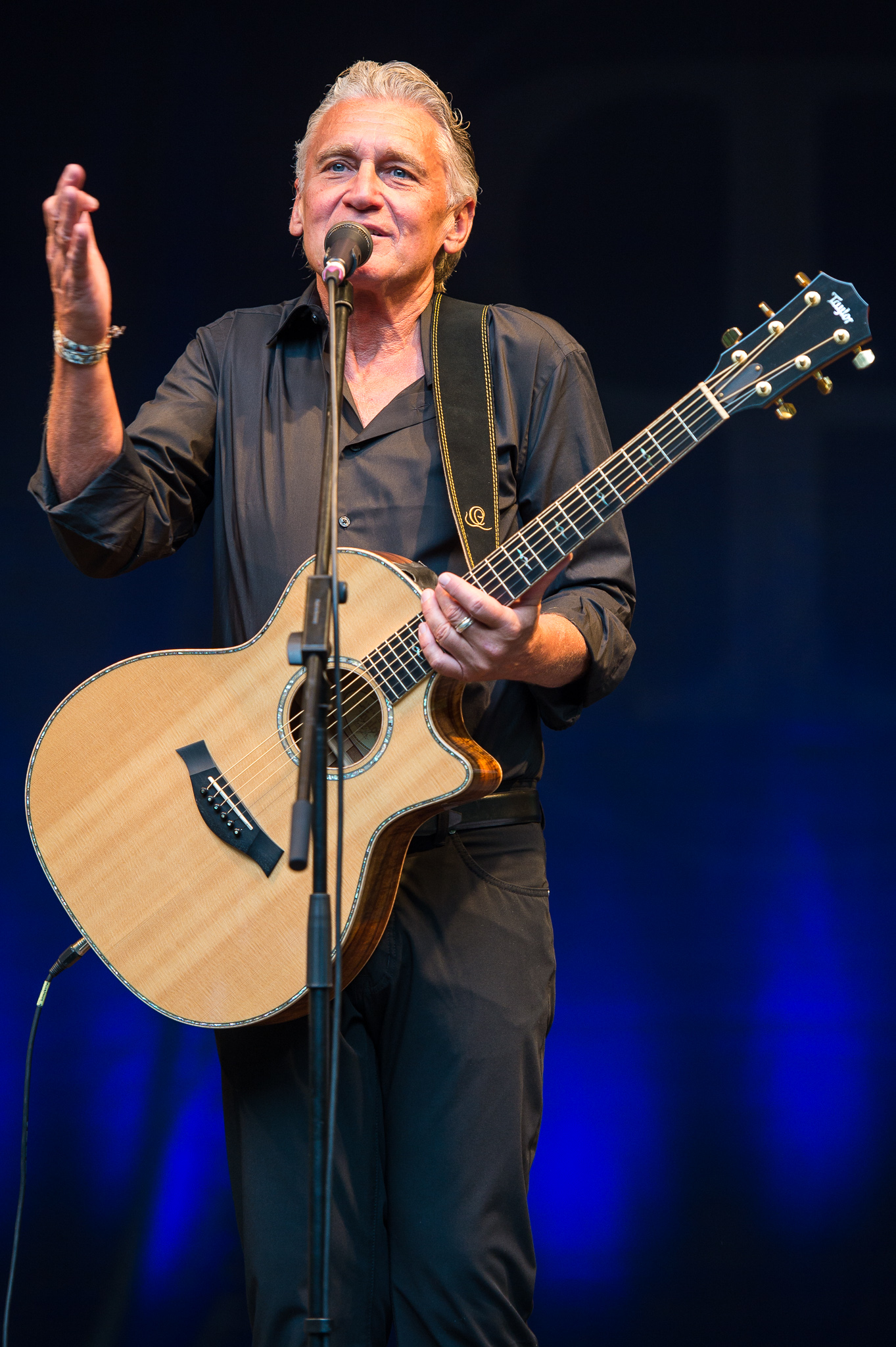
Rainhard Fendrich (* 1955)

- Fendrick, Lauren (* 1982), US-amerikanische Volleyball- und Beachvolleyballspielerin
- Fendrix, Jerskin, britischer Komponist, Songwriter, Sänger und Arrangeur
- Fendt, Andrea (* 1960), deutsche Rodlerin
- Fendt, Astrid (* 1970), deutsche Klassische Archäologin
- Fendt, Franz (1892–1982), deutscher Lehrer und Politiker (SPD), MdL
- Fendt, Georg (1926–2008), deutscher Politiker (CSU), MdL
- Fendt, Josef (* 1947), deutscher Rodler
- Fendt, Leonhard (1881–1957), deutscher Theologe
- Fendt, Melchior (1486–1564), deutscher Physiker und Mediziner
- Fendt, René (1948–1995), Schweizer bildender Künstler und Kunstpädagoge.
- Fendt, Sibylle (* 1974), deutsche Fotografin
- Fendt, Torsten (* 1977), deutscher Eishockeyspieler und -trainer

### Fene
- Feneberg, Christian (* 2002), deutscher Basketballspieler
- Feneberg, Eduard (1931–1979), deutscher Leichtathlet
- Feneberg, Hermann (1903–1977), deutscher Jurist
- Feneberg, Johann Michael (1751–1812), römisch-katholischer Pfarrer und Theologe
- Feneberg, Josef (1923–2011), deutscher Politiker (CSU), MdL
- Feneberg, Manuel (* 1990), deutscher Schauspieler
- Feneberg, Rupert (* 1938), deutscher römisch-katholischer Theologe
- Feneberg, Wolfgang (1935–2018), deutscher Neutestamentler, Jesuit, evangelischer Pfarrer
- Fenech Adami, Edward (* 1934), maltesischer Politiker und Präsident Maltas
- Fenech, Edwige (* 1948), italienische Schauspielerin und Filmproduzentin
- Fenech, Georges (* 1954), französischer Politiker
- Fenech, Jeff (* 1964), australischer Boxer und Boxtrainer
- Fenech, Joe (1931–2005), maltesischer Politiker
- Fenech, Paul (* 1986), maltesischer Fußballspieler
- Fenech, Ryan (* 1986), maltesischer Fußballspieler
- Fenech, Tonio (* 1969), maltesischer Politiker
- Fenech, Yorgen (* 1981), maltesischer Unternehmer
- Feneis, Heinz (1908–2001), deutscher Anatom und Professor an der Universität Tübingen
- Fénelon, Fania (1919–1983), französische Chansonsängerin und Holocaustüberlebende
- Fénelon, François (1651–1715), französischer Geistlicher und SchriftstellerFrançois Fénelon (1651–1715)

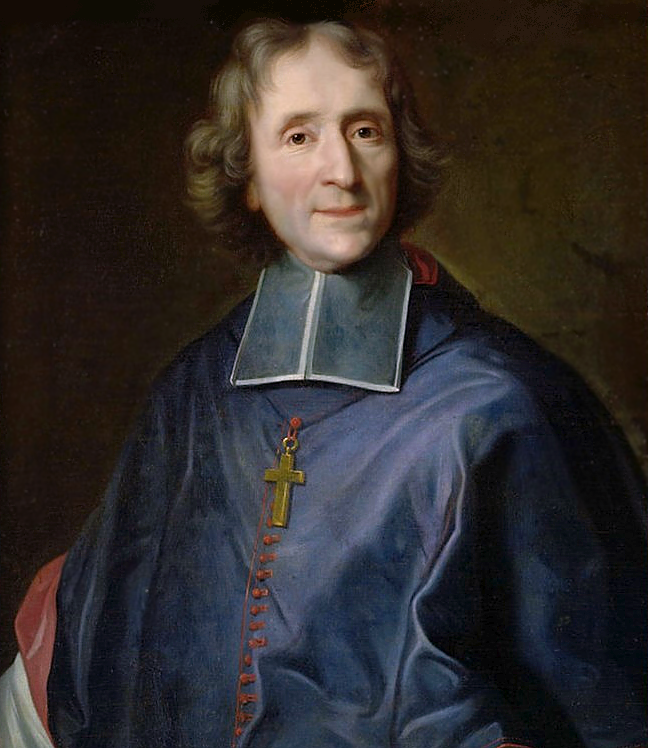
François Fénelon (1651–1715)

- Fenelus, Marc (* 1992), britischer Fußballspieler (Turks- und Caicosinseln)
- Fenelus, Marc-Donald (* 1991), britischer Fußballspieler der Turks- und Caicosinseln
- Fenena von Kujawien (1276–1295), Königin von Ungarn
- Fénéon, Félix (1861–1944), französischer Anarchist, Journalist und Kunstkritiker
- Fener, Ahmet Sabri (* 1992), türkischer Fußballspieler
- Feneridis, Alex (* 1989), neuseeländischer Fußballspieler
- Fenerty, Clare G. (1895–1952), US-amerikanischer Politiker
- Fenestella, antiquarisch-historischer römischer Schriftsteller
- Fenestraz, Sacha (* 1999), französischer Automobilrennfahrer

### Feng
- Feng Mengbo (* 1966), chinesischer Video- und Installationskünstler
- Feng Menglong (1574–1645), chinesischer Dichter
- Feng Shanshan (* 1989), chinesische Golferin
- Feng Yalan (* 1990), chinesische Tischtennisspielerin
- Feng Yunshan (1815–1852), Führungsfigur des Taiping-Aufstands
- Feng Yuxiang (1882–1948), Kriegsherr in der Republik China und dem Chinesischen BürgerkriegFeng Yuxiang (1882–1948)

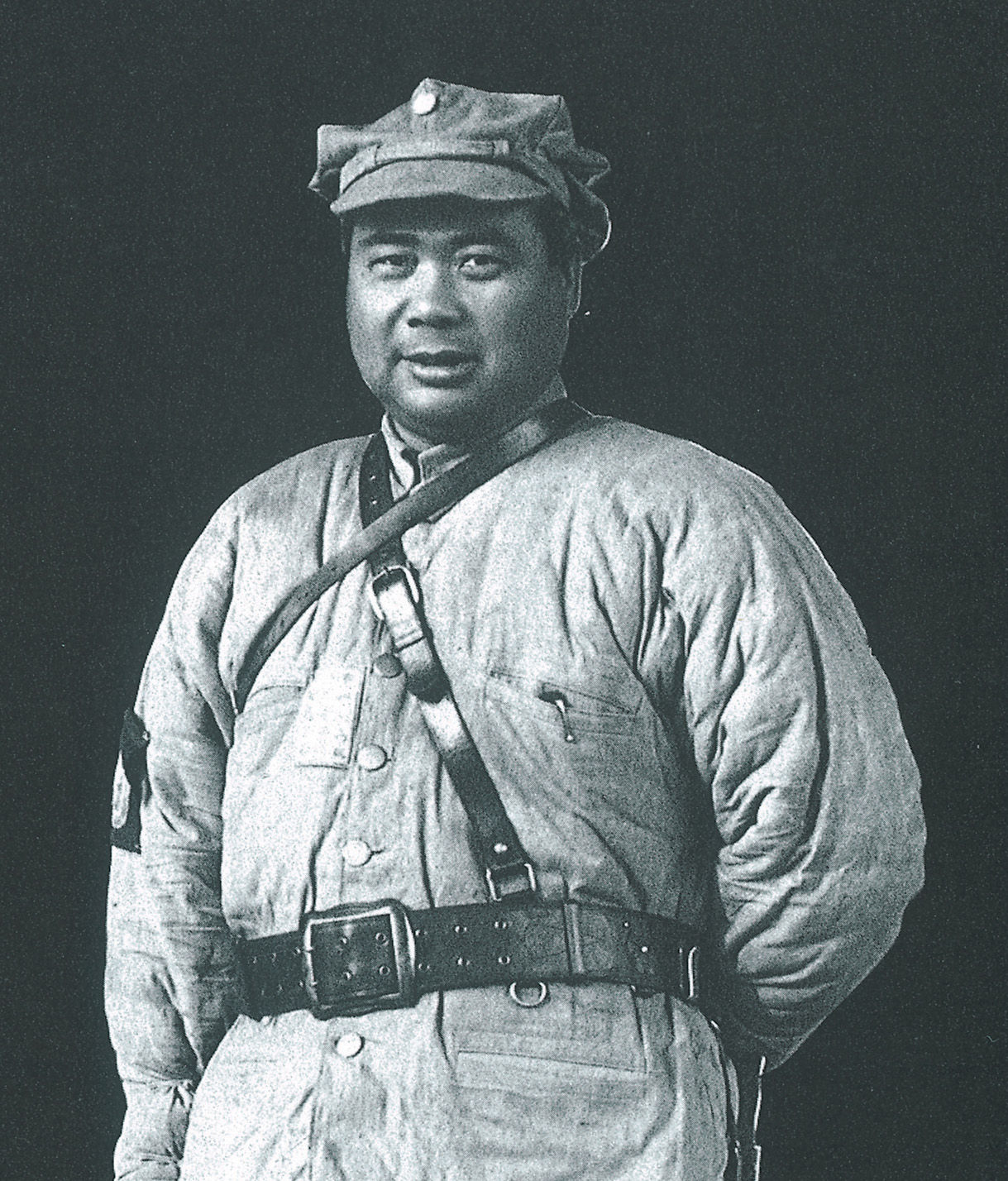
Feng Yuxiang (1882–1948)

- Feng, Bin (* 1994), chinesische Diskuswerferin
- Feng, Chen (* 1987), chinesische Badmintonspielerin
- Feng, Chun-kai (* 1988), taiwanischer Bahn- und Straßenradrennfahrer
- Feng, Congde (* 1966), chinesischer Dissident
- Feng, Fei (* 1983), chinesischer Baseballspieler
- Feng, Gia-Fu (1919–1985), amerikanischer Übersetzer klassischer daoistischer Literatur
- Feng, Guoping (* 1960), chinesisch-US-amerikanischer Neurowissenschaftler
- Feng, Kun (* 1978), chinesische Volleyballspielerin
- Feng, Lulu (* 2000), chinesische Sprinterin
- Feng, Mei-ying (* 1965), taiwanische Badmintonspielerin
- Feng, Milton (* 1950), US-amerikanischer Elektroingenieur
- Feng, Nianhua (* 1914), chinesischer Basketballspieler
- Feng, Panfeng (* 1989), chinesischer Behindertensportler im Tischtennis
- Feng, Shaofeng (* 1978), chinesischer Schauspieler
- Feng, Shuo (* 1998), chinesische Tennisspielerin
- Feng, Tianwei (* 1986), singapurische Tischtennisspielerin
- Feng, Xiaogang (* 1958), chinesischer Regisseur, Drehbuchautor, Schauspieler und Produzent
- Feng, Xiaoting (* 1985), chinesischer Fußballspieler
- Feng, Xiliang (1920–2006), chinesischer Journalist
- Feng, Xinliang (* 1980), chinesischer Chemiker, Wissenschaftler und Hochschullehrer mit Schwerpunkt 2D-Materialien, speziell Graphen
- Feng, Yanzhe (* 2001), chinesischer Badmintonspieler
- Feng, Youlan (1895–1990), chinesischer Philosoph
- Feng, Yu (* 1999), chinesische Synchronschwimmerin
- Feng, Zhe († 1969), chinesischer Schauspieler
- Feng, Zhe (* 1987), chinesischer Turner
- Feng, Zhenghu (* 1954), chinesischer Wirtschaftswissenschaftler und MenschenrechtlerFeng Zhenghu (* 1954)

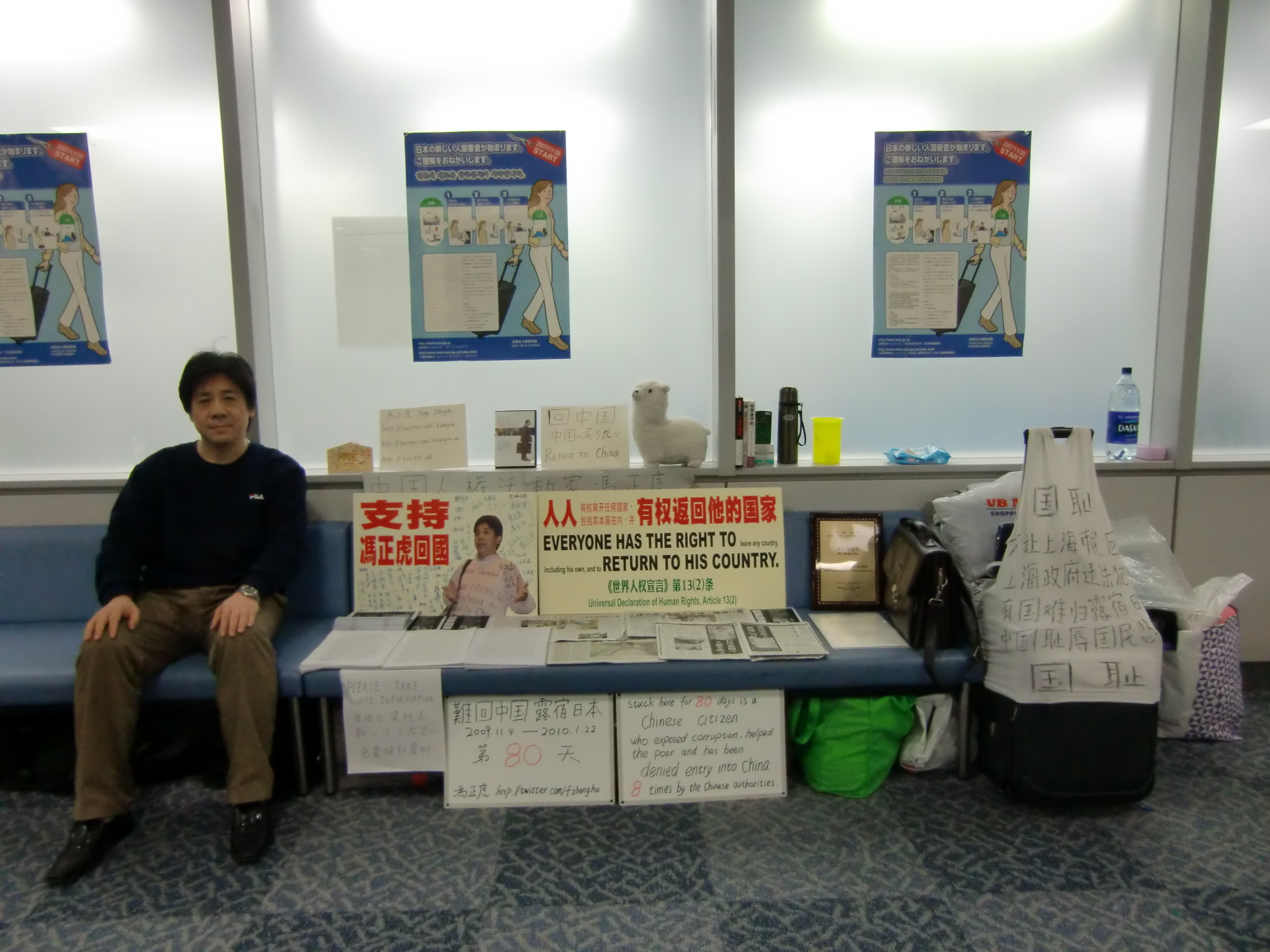
Feng Zhenghu (* 1954)

- Feng, Zhi (1905–1993), chinesischer Lyriker, Übersetzer und Literaturwissenschaftler
- Feng, Zhiqiang (1928–2012), chinesischer Kampfkünstler
- Feng, Zikai (1898–1975), chinesischer Maler und Karikaturist
- Fenge, Conrad (1817–1908), Bürgermeister und Abgeordneter des Provinziallandtages der Provinz Hessen-Nassau
- Fenge, Hilmar (* 1931), deutscher Rechtswissenschaftler
- Fengel, Martin (* 1964), deutscher Künstler und Fotograf
- Fenger, Christian (1840–1902), dänischer Pathologe, Chirurg und Hochschullehrer
- Fenger, Hermann (* 1953), deutscher Rechtsanwalt, Professor für Medizinrecht und Autor
- Fenger, Niels (* 1968), dänischer Jurist, Hochschullehrer und Richter am Europäischen Gerichtshof
- Fenger, Peter Michael (* 1962), dänischer Handballspieler
- Fenger-Krog, Johan (1865–1942), norwegisch-schwedischer Industrieller
- Fengler, Dirk (* 1970), deutscher Fußballspieler und Fußballtrainer
- Fengler, Heinz (1923–1999), deutscher Numismatiker
- Fengler, Jörg (* 1944), deutscher Psychologe und emeritierter Hochschullehrer
- Fengler, Joseph Christian (1733–1802), österreichischer Geistlicher und Bischof von Raab
- Fengler, Julius (1881–1960), deutscher Kommunalbeamter
- Fengler, Michael (* 1940), deutscher Regisseur, Drehbuchautor, Filmproduzent
- Fengler, Reinhardt (* 1957), deutscher Eishockeyspieler
- Fengler, Stefan (* 1968), deutscher Fußballspieler
- Fengler, Susanne (* 1971), deutsche Autorin
- Fengler, Wolfgang (* 1952), deutscher Bauingenieur und Professor für die Gestaltung von Bahnanlagen
- Fengler, Wolfgang, deutschamerikanischer Basketballspieler

### Feni
- Feni, Dumile (1942–1991), südafrikanischer bildender Künstler
- Fenical, William H. (* 1941), US-amerikanischer Chemiker und Meeresbiologe
- Fenice, Giovanni Antonio, italienischer Lexikograf und Italianist
- Fenichel, Lilly (1927–2016), amerikanische Malerin
- Fenichel, Max (1885–1942), österreichischer Fotograf
- Fenichel, Otto (1897–1946), österreichischer Psychoanalytiker
- Fenigstein, Victor (1924–2022), Schweizer Komponist und Klavierpädagoge
- Fenimore, Bob (1925–2010), US-amerikanischer American-Football-Spieler
- Fenin, Lew Alexandrowitsch (1886–1952), russischer bzw. sowjetischer Schauspieler
- Fenin, Martin (* 1987), tschechischer Fußballspieler
- Fening, Bärbel (* 1966), deutsche Autorin und Fernseh-Moderatorin
- Feninger, Joseph Conrad Gabriel (1785–1869), Schweizer Arzt, Chirurg, Politiker und Stifter
- Fénix (* 1990), mexikanischer Luchador beziehungsweise WrestlerFénix (* 1990)

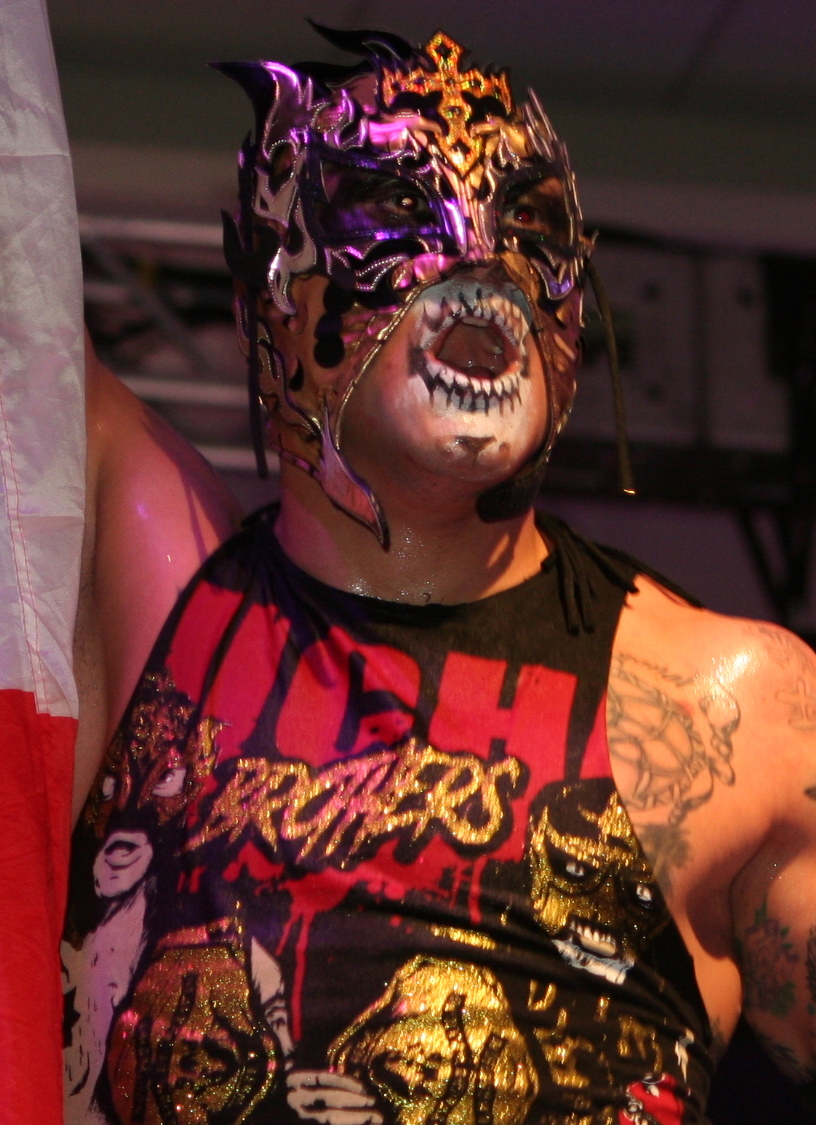
Fénix (* 1990)

### Fenj
- Fenjves, Pablo F. (* 1953), US-amerikanischer Ghostwriter und Drehbuchautor

### Fenk
- Fenk, Carmen (* 1978), Schweizer Sängerin und Songwriterin
- Fenk, Jakob (1879–1968), Schweizer Politiker (FDP/SP)
- Fenk, Jürgen (* 1966), deutscher Bankmanager
- Fenk-Oczlon, Gertraud (* 1948), österreichische Linguistin
- Fenkl, Karl (1848–1920), deutschböhmischer Kaufmann, Kommunalpolitiker und Mäzen
- Fenkohl, Gustav (1872–1950), deutscher Landschaftsmaler
- Fenkohl-Herzer, Erna (1882–1975), deutsche Malerin und Holzschneiderin

### Fenl
- Fenlator-Victorian, Jazmine (* 1985), US-amerikanisch-jamaikanische Bobsportlerin
- Fenley, Molissa (* 1954), US-amerikanische Tänzerin und Choreografin

### Fenm
- Fenmen, Mithat (1916–1982), türkischer Pianist und Komponist

### Fenn
- Fenn, Andrew (* 1990), britischer Bahn- und Straßenradrennfahrer
- Fenn, Antonia (* 1970), deutsche Filmeditorin und Filmregisseurin
- Fenn, Darren (* 1980), US-amerikanischer Basketballspieler
- Fenn, E. Hart (1856–1939), US-amerikanischer Politiker
- Fenn, Elizabeth A. (* 1959), US-amerikanische Historikerin und Hochschullehrerin
- Fenn, George Manville (1831–1909), englischer Kinderbuchautor
- Fenn, Heinz-Konrad (1918–2016), deutscher Marineoffizier und Chorleiter
- Fenn, Herbert (1935–2001), deutscher Rechtswissenschaftler, Tanzsportler und Sportfunktionär
- Fenn, Joanne (* 1974), britische Leichtathletin
- Fenn, John († 1723), englischer Pirat in der Karibik
- Fenn, John B. (1917–2010), US-amerikanischer Chemiker, Nobelpreisträger für Chemie 2002
- Fenn, Manuel (* 1969), deutscher Regisseur und Kameramann
- Fenn, Monika (* 1965), deutsche Geschichtsdidaktikerin
- Fenn, Nicholas (1936–2016), britischer Diplomat und Regierungsbeamter, Botschafter in Irland und Myanmar sowie Hochkommissar in Indien
- Fenn, Paul (1891–1976), deutscher Kapitän zur See der Kriegsmarine
- Fenn, Rick (* 1953), britischer Rocksänger, Gitarrist und Keyboarder
- Fenn, Sherilyn (* 1965), US-amerikanische SchauspielerinSherilyn Fenn (* 1965)

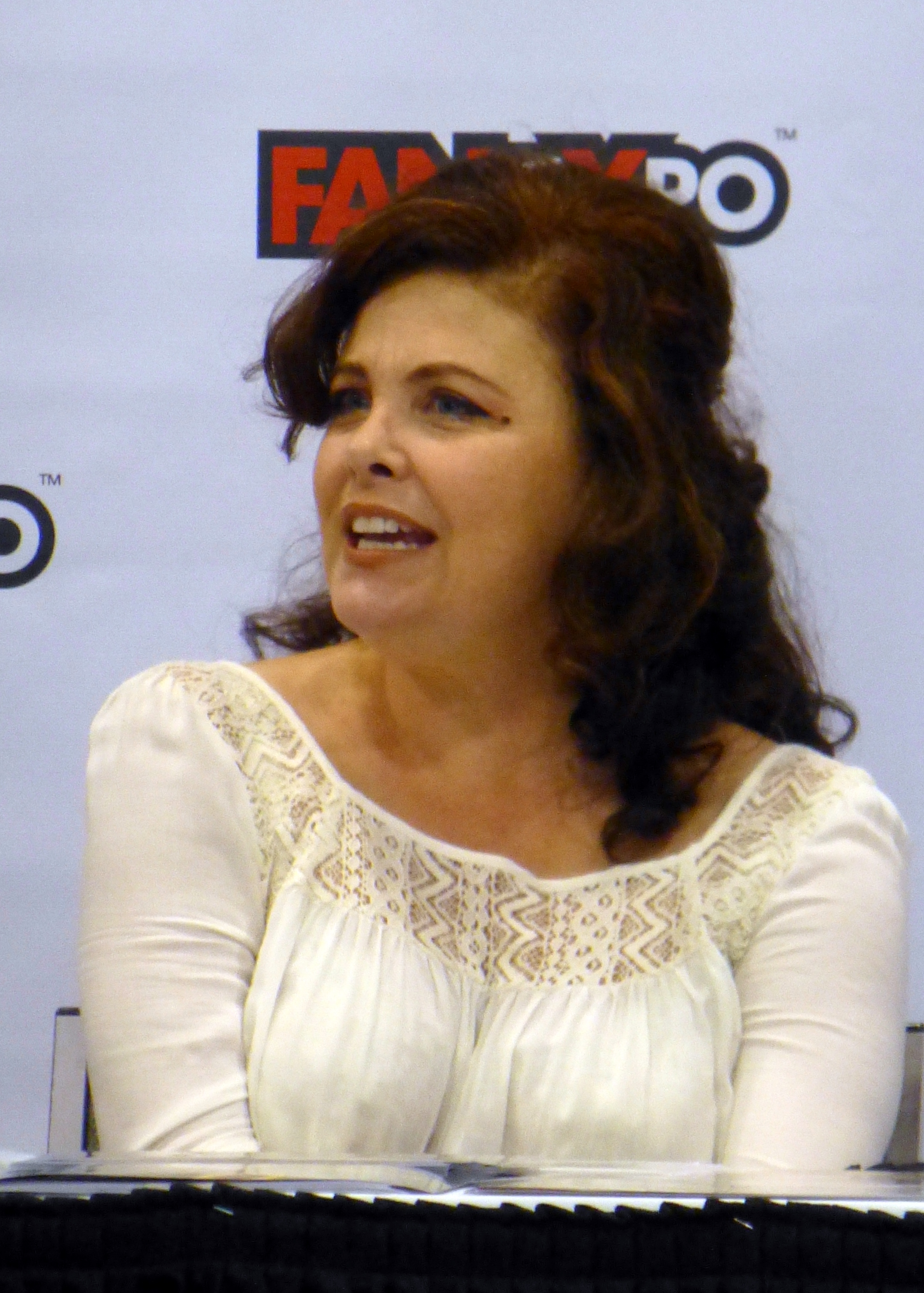
Sherilyn Fenn (* 1965)

- Fenn, Stephen Southmyd (1820–1892), US-amerikanischer Politiker
- Fenn, Waldemar (1877–1955), deutscher Bildhauer, Konsul und Prähistoriker
- Fenn, William (1904–1980), US-amerikanischer Radrennfahrer
- Fenne Øvsthus, Helga (* 1964), norwegische Biathletin
- Fenne, Fritz (* 1973), deutscher Schauspieler und Hörspielsprecher
- Fenne, Gisle (* 1963), norwegischer Biathlet
- Fenne, Hilde (* 1993), norwegische Biathletin
- Fenneker, Josef (1895–1956), deutscher Künstler und Bühnenbildner
- Fennel, Adolf (1860–1953), deutscher Industrieller
- Fennel, Andreas (* 1972), deutscher Filmeditor
- Fennel, Esther (* 1981), deutsche Radrennfahrerin
- Fennel, Friedrich (1872–1926), deutscher Landschaftsmaler und Lithograf
- Fennel, Hans-Peter, deutscher Brigadegeneral der Bundeswehr
- Fennel, Wolfgang (* 1947), deutscher Physiker, Ozeanograph und Hochschullehrer
- Fennell, Albert (1920–1988), britischer Film- und Fernsehproduzent und Drehbuchautor
- Fennell, Emerald (* 1985), britische Filmschauspielerin, Drehbuchautorin und FilmregisseurinEmerald Fennell (* 1985)

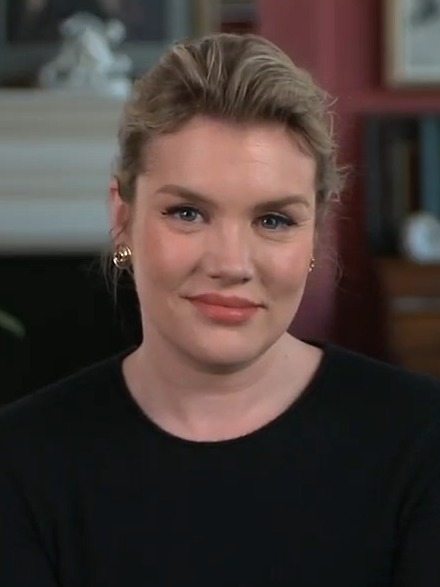
Emerald Fennell (* 1985)

- Fennell, Frederick (1914–2004), amerikanischer Komponist und Dirigent
- Fennell, John (* 1995), kanadischer Rennrodler
- Fennell, Nuala (1935–2009), irische Frauenrechtsaktivistin, Politikerin und Unternehmerin
- Fennell, Royal-Dominique (* 1989), deutsch-US-amerikanischer Fußballspieler
- Fennelly, Nial (* 1942), irischer Jurist
- Fennelly, Parker (1891–1988), US-amerikanischer Schauspieler
- Fennelly, Tony (* 1945), US-amerikanische Schriftstellerin
- Fennema, Elizabeth (1928–2021), US-amerikanische Mathematikpädagogin
- Fenner von Fenneberg, August Ferdinand (1773–1826), kurhessischer Major und Landrat
- Fenner von Fenneberg, Carl (1886–1944), Landrat des Kreises Beckum (1922–1933)
- Fenner von Fenneberg, Daniel (1818–1863), österreichischer Anführer des Aufstands in der Pfalz 1849
- Fenner von Fenneberg, Franz Philipp (1759–1824), Feldmarschalleutnant der österreichischen Armee
- Fenner von Fenneberg, Johann Heinrich (1774–1849), deutscher Mediziner
- Fenner, Arthur (1745–1805), US-amerikanischer Politiker
- Fenner, Axel (1935–2022), deutscher Kinderarzt und Hochschullehrer für Pädiatrie
- Fenner, Barbara (* 1957), deutsche Fernseh- und Theaterschauspielerin, Hörspielsprecherin und -autorin, Synchronsprecherin und JournalistinBarbara Fenner (* 1957)

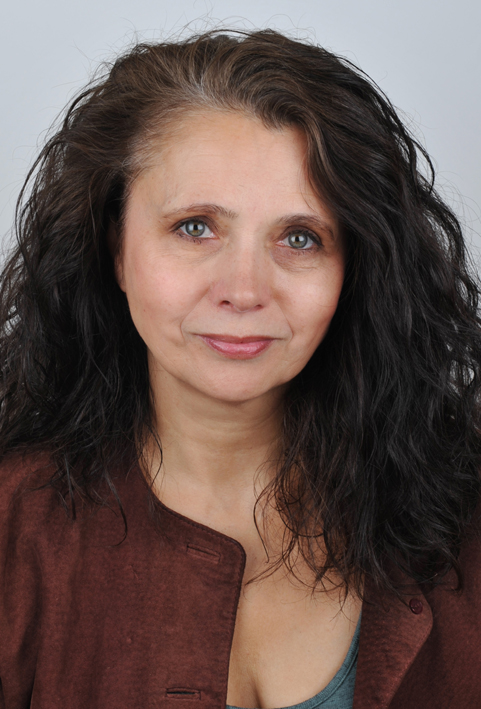
Barbara Fenner (* 1957)

- Fenner, Chandler (* 1990), US-amerikanischer American-Football-Spieler und Canadian-Football-Spieler
- Fenner, Christian (1942–2006), deutscher Politikwissenschaftler und Parteienforscher
- Fenner, Farrah (* 1977), südafrikanische Squashspielerin
- Fenner, Frank (1914–2010), australischer Virologe
- Fenner, Georg Ferdinand (1811–1867), Minister in der Landgrafschaft Hessen-Homburg
- Fenner, Gottfried (1829–1902), deutscher Jurist und Politiker (NLP), MdR
- Fenner, Heinz (* 1885), deutschbaltischer Schriftsteller
- Fenner, Hernán (* 1990), argentinischer Fußballspieler
- Fenner, James (1771–1846), US-amerikanischer Politiker
- Fenner, Johannes Heinrich (1875–1957), Abgeordneter des Provinziallandtages der Provinz Hessen-Nassau
- Fenner, Jürgen (1936–2006), deutscher Kommunalpolitiker (parteilos)
- Fenner, Kathrin (* 1972), Schweizer Umweltchemikerin
- Fenner, Mike (* 1971), deutscher Leichtathlet
- Fenner, Rudolf (1910–1982), deutscher Schauspieler, Hörspiel- und Synchronsprecher
- Fenner, Sören (* 1967), deutscher Schauspieler
- Fenner, Theobald (1884–1969), deutscher Politiker und NSDAP-Mitglied
- Fenner, Uwe (* 1943), deutscher Unternehmensberater und MaklerUwe Fenner (* 1943)

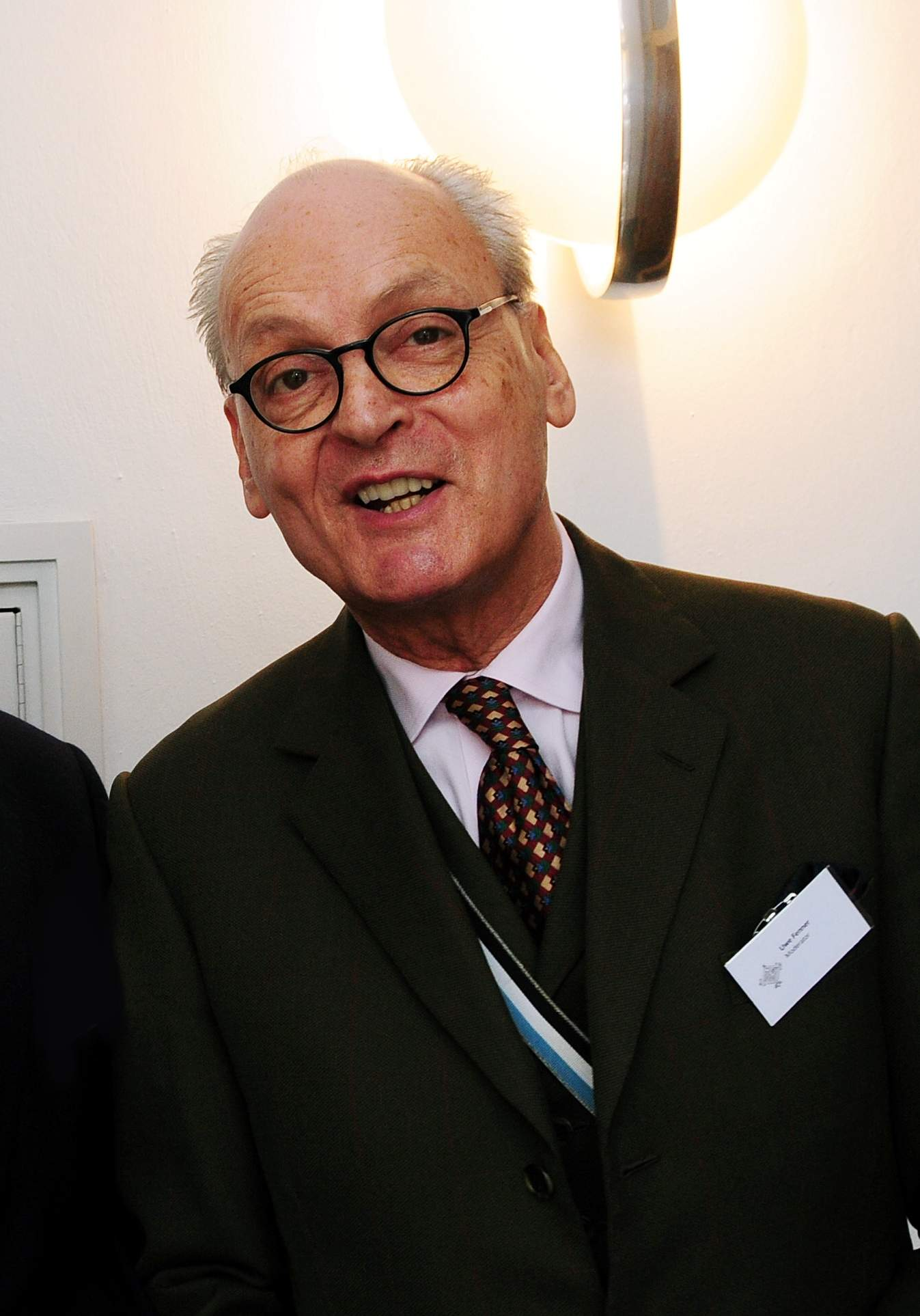
Uwe Fenner (* 1943)

- Fenner, Wilhelm (1891–1961), deutscher Kryptoanalytiker während des Zweiten Weltkriegs
- Fenner, Wolfgang (* 1934), deutscher Verkehrsingenieur
- Fenner, Wolfgang (1956–2014), deutscher Germanist und Heimatforscher
- Fenner-Behmer, Hermann (1866–1913), deutscher Maler
- Fennert, Markus (* 1962), deutscher Schauspieler, Regisseur, Synchron-, Hörspiel- und Hörbuchsprecher
- Fennes, Florian (* 1980), österreichischer Jazzmusiker (Saxophone, Klarinette)
- Fennesz (* 1962), österreichischer Musiker
- Fenning, John (1885–1955), britischer Ruderer
- Fenning, Liz (* 1984), US-amerikanische Schauspielerin und Synchronsprecherin
- Fenninger, Alois (1941–2013), österreichischer Paläontologe
- Fenninger, Christoph (* 1995), deutscher Fußballspieler
- Fenninger, Erich (* 1963), österreichischer Manager
- Fennings, Sarah (* 1873), britische Geigerin und Musikpädagogin
- Fenno, Richard F. (1926–2020), US-amerikanischer Politikwissenschaftler und Hochschullehrer
- Fennon, Alexander E. (* 1961), österreichischer SchauspielerAlexander E. Fennon (* 1961)

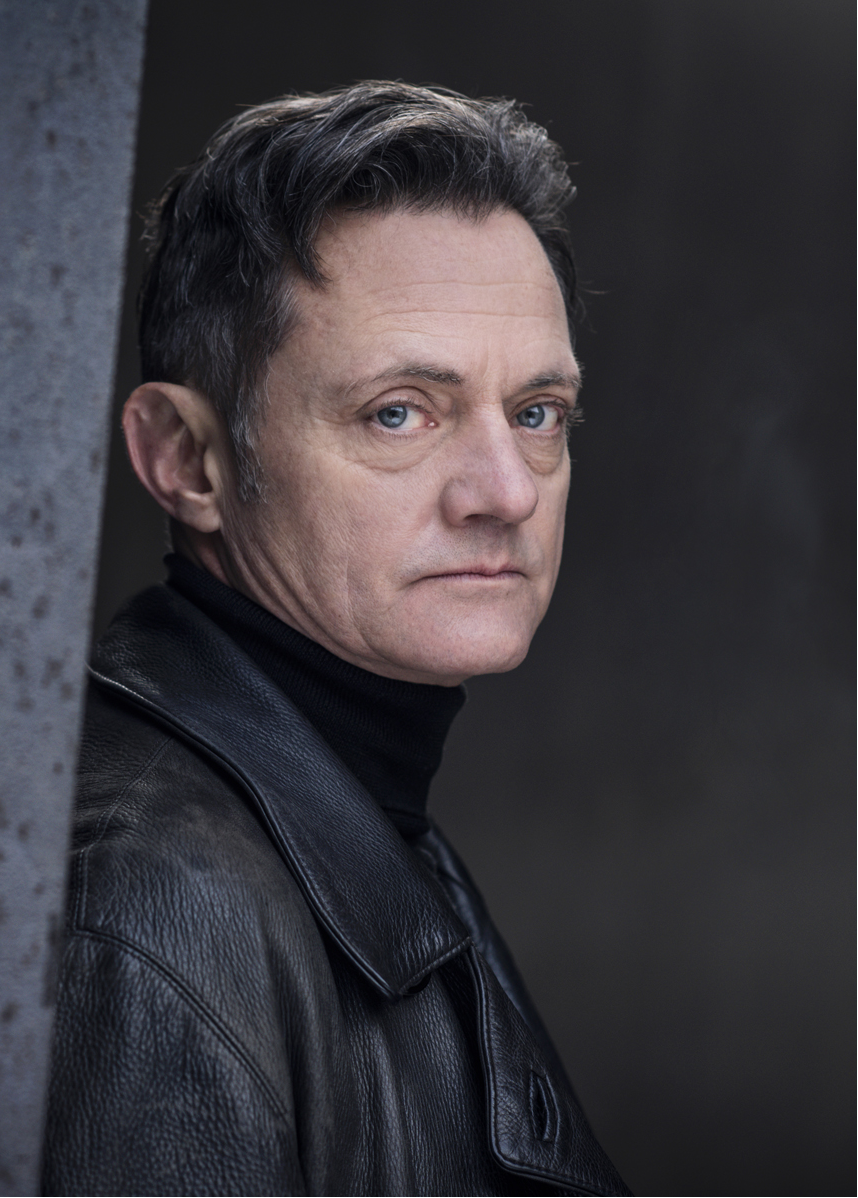
Alexander E. Fennon (* 1961)

### Feno
- Fenoglio, Beppe (1922–1963), italienischer Schriftsteller
- Fenoglio, Jérôme (* 1965), französischer Journalist und Chefredakteur
- Fenoglio, Pietro (1865–1927), italienischer Architekt
- Fenollar, Bernat († 1516), valencianischer Geistlicher und Poet
- Fenollar, Pedro (1923–1985), spanischer Schauspieler
- Fenollera Ibáñez, José María (1851–1918), spanischer Maler
- Fenollosa, Ernest Francisco (1853–1908), US-amerikanischer Philosoph und Volkswirtschaftler
- Fenouil, Gérard (1945–2023), französischer Sprinter
- Fenouillat, Christian, französischer Bühnenbildner
- Fenouillot de Falbaire de Quingey, Charles-Georges (1727–1800), französischer Autor, Dramaturg und Enzyklopädist
- Fenoy, Sergio Alfredo (* 1959), argentinischer Geistlicher, römisch-katholischer Erzbischof von Santa Fe de la Vera Cruz

### Fenr
- Fenrich, Heinz (* 1945), deutscher Kommunalpolitiker (CDU), Oberbürgermeister von Karlsruhe von 1998 bis 2013
- Fenriz (* 1971), norwegischer Musiker und DJFenriz (* 1971)

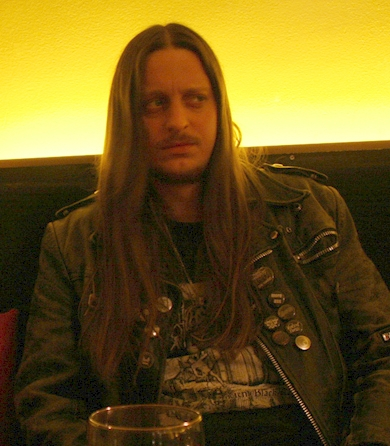
Fenriz (* 1971)

### Fens
- Fens, Gerrie (* 1951), niederländischer Radrennfahrer
- Fensak, Dorothea (* 1961), deutsche Rechtsanwältin Politikerin (Bündnis 90/Die Grünen), MdBB
- Fensch, Angela (* 1952), deutsche Fotografin, ehemaliges Fotomodell für Mode in der DDR
- Fensch, Eberhard (1929–2017), deutscher Journalist und Parteifunktionär (SED)
- Fensch, Marcell (* 1975), deutscher Fußballspieler
- Fensch, Robin (* 1993), deutscher American-Football-Spieler
- Fensel, Benedicta M. (1867–1948), Äbtissin des Klosters Frauenchiemsee (1921–1948)
- Fensel, Dieter (1960–2024), deutscher Informatiker
- Fenselau, Thomas (* 1965), deutscher Behindertensportler
- Fenske, Dieter (* 1942), deutscher Chemiker
- Fenske, Doris (* 1973), deutsche Journalistin
- Fenske, Elsa (1899–1946), deutsche Politikerin und Funktionärin der KPD
- Fenske, Franz (1865–1923), deutscher Schmied sowie Gewerkschafts-Führer und sozialdemokratischer Parteifunktionär
- Fenske, Hans (1936–2022), deutscher Historiker
- Fenske, Kurt (1930–2022), deutscher Politiker (SED), stellvertretender Minister für Außenwirtschaft der DDR
- Fenske, Lutz (1936–2006), deutscher Historiker
- Fenske, Marco (* 1984), deutscher Journalist und Medienmanager
- Fenske, Michaela (* 1966), deutsche Volkskundlerin und Hochschullehrerin
- Fenske, Sabine (* 1959), deutsche Hochspringerin
- Fenske, Sebastian, deutscher Journalist und FernsehmoderatorSebastian Fenske

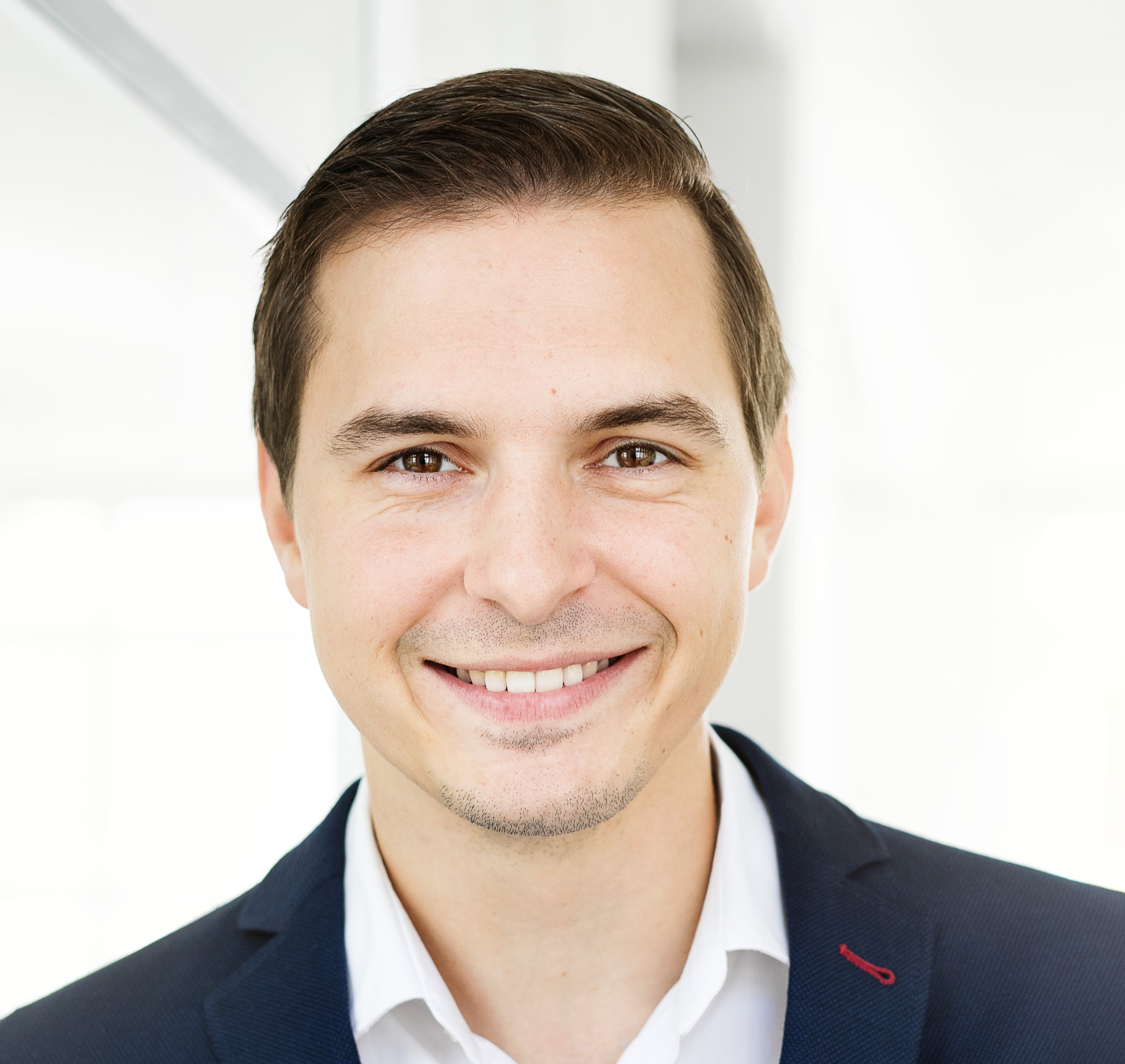
Sebastian Fenske

- Fenske, Wolfgang (* 1956), deutscher Pfarrer, Theologe (evangelisch), Autor und Bibliothekar
- Fenski, Martin (* 1959), deutscher Jurist, Präsident des Landesarbeitsgerichts Berlin-Brandenburg
- Fensl, Rudi (* 1914), deutscher Radrennfahrer
- Fenslau, Torsten (1964–1993), deutscher Disc Jockey und Musikproduzent
- Fenson, Pete (* 1968), US-amerikanischer Curler und Gastronom
- Fenstad, Jens Erik (1935–2020), norwegischer Mathematiker
- Fenster, Aristide (* 1951), deutscher Diplomat
- Fenster, Hersh (1892–1964), jiddischer Publizist in Wien und Paris
- Fensterbusch, Curt (1888–1978), deutscher Altphilologe und Gymnasiallehrer
- Fensterheim, Herbert (1921–2011), US-amerikanischer Psychologe und Hochschullehrer
- Fenstermacher, Frank (* 1955), deutscher Musiker

### Fent
- Fent, Karl (* 1954), Schweizer Ökotoxikologe und Zoologe
- Fent, Stefan (* 1980), österreichischer Schauspieler, Autor, Regisseur und Musiker
- Fente-Damers, Rafael (* 2006), französischer Schwimmer
- Fenten, Peter (* 1958), deutscher Fußballspieler
- Fentener van Vlissingen, John (* 1939), niederländischer Unternehmer
- Fentie, Dennis (1950–2019), kanadischer Politiker, Regierungschef des Territoriums Yukon
- Fentiman, Alfred (1867–1943), britischer Olympiateilnehmer im Motorbootfahren
- Fenton, Bryan P. (* 1965), US-amerikanischer General der United States ArmyBryan P. Fenton (* 1965)

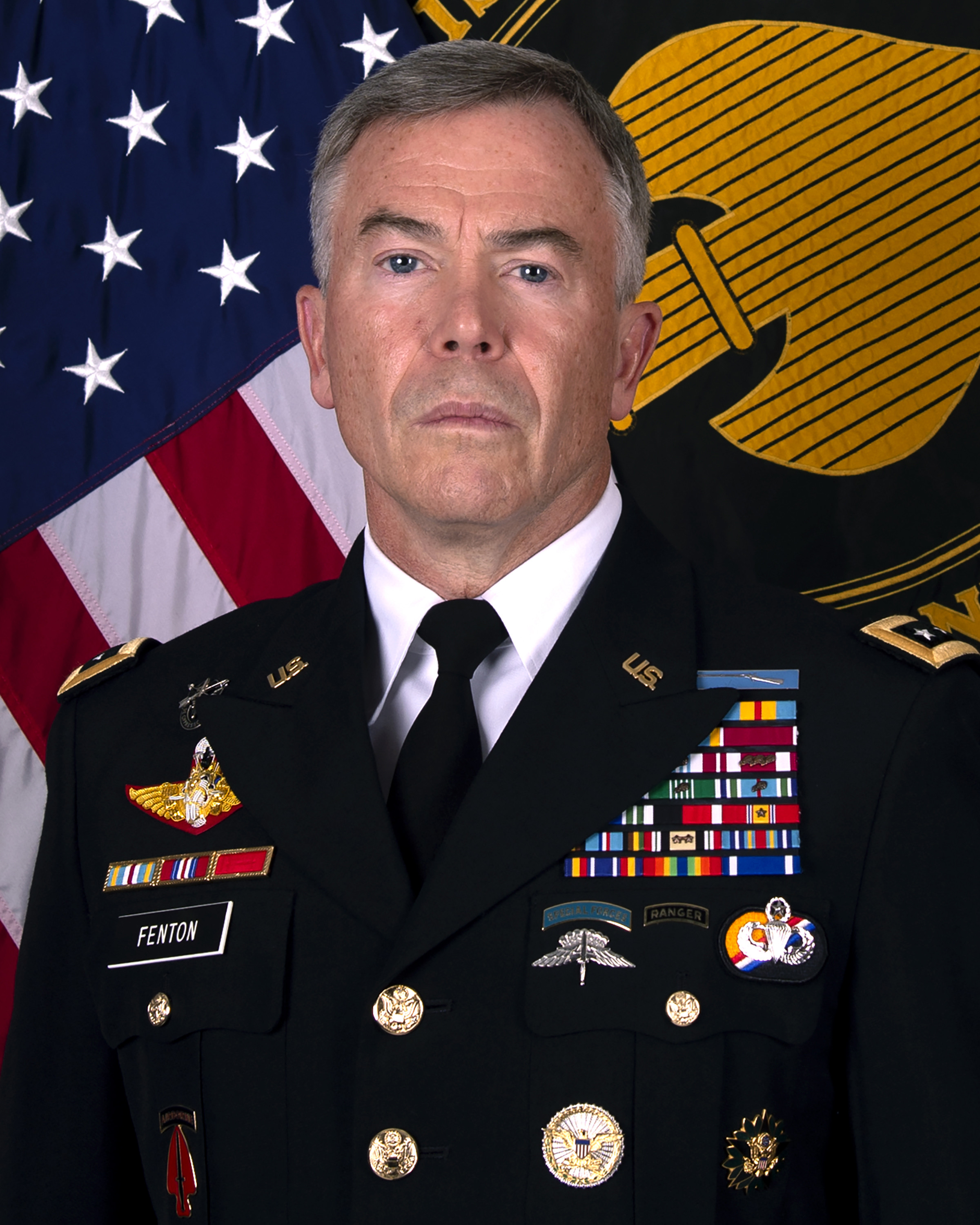
Bryan P. Fenton (* 1965)

- Fenton, Dennis (1888–1954), US-amerikanischer Sportschütze
- Fenton, Frank (1903–1971), britisch-US-amerikanischer Schriftsteller und Drehbuchautor
- Fenton, Geoffrey († 1608), englischer Übersetzer
- Fenton, George (* 1950), britischer Filmkomponist
- Fenton, Geraldine, kanadische Eiskunstläuferin
- Fenton, Henry John Horstman (1854–1929), englischer Chemiker
- Fenton, Howard (* 1952), jamaikanischer Radrennfahrer
- Fenton, Ivor D. (1889–1986), US-amerikanischer Politiker
- Fenton, James (* 1949), englischer Dichter, Kritiker und Journalist
- Fenton, Jamie, amerikanische Software- und Spiele-Programmiererin
- Fenton, John William (1828–1890), irischer Musiker schottischer Herkunft und der Leiter einer Militärband in Japan zu Beginn der Meiji-Zeit
- Fenton, Leslie (1902–1978), US-amerikanischer Filmschauspieler und Filmregisseur
- Fenton, Lorraine (* 1973), jamaikanische Sprinterin
- Fenton, Lucien J. (1844–1922), US-amerikanischer Politiker
- Fenton, Mark (* 1972), walisischer Snookerspieler
- Fenton, Mildred Adams (1899–1995), US-amerikanische Paläontologin, Geologin und Autorin
- Fenton, Nick, US-amerikanischer Jazz-Bassist
- Fenton, P. J. (* 1985), US-amerikanischer Eishockeyspieler und -scout
- Fenton, Patrick (1837–1918), britischer römisch-katholischer Geistlicher, Weihbischof in Westminster
- Fenton, Paul (* 1959), US-amerikanischer Eishockeyspieler, -scout und -funktionär
- Fenton, Paul B. (* 1951), Historiker, Orientalist, Hochschullehrer
- Fenton, Reuben (1819–1885), US-amerikanischer Politiker
- Fenton, Richard Henry Falkland (1837–1916), englischer Schachspieler
- Fenton, Roger (1819–1869), britischer Jurist und Fotograf
- Fenton, Tyra (* 2010), antiguanische Sprinterin
- Fenton, William M. (1808–1871), US-amerikanischer Politiker
- Fentross, Mike (* 1962), niederländischer Lauten- und Theorbenspieler und Dirigent
- Fentsch, Erna (1909–1997), deutsche Schauspielerin, Drehbuch- und Romanautorin
- Fenty, Adrian (* 1970), US-amerikanischer Politiker, Bürgermeister von Washington
- Fentz, Paul (* 1992), deutscher EiskunstläuferPaul Fentz (* 1992)

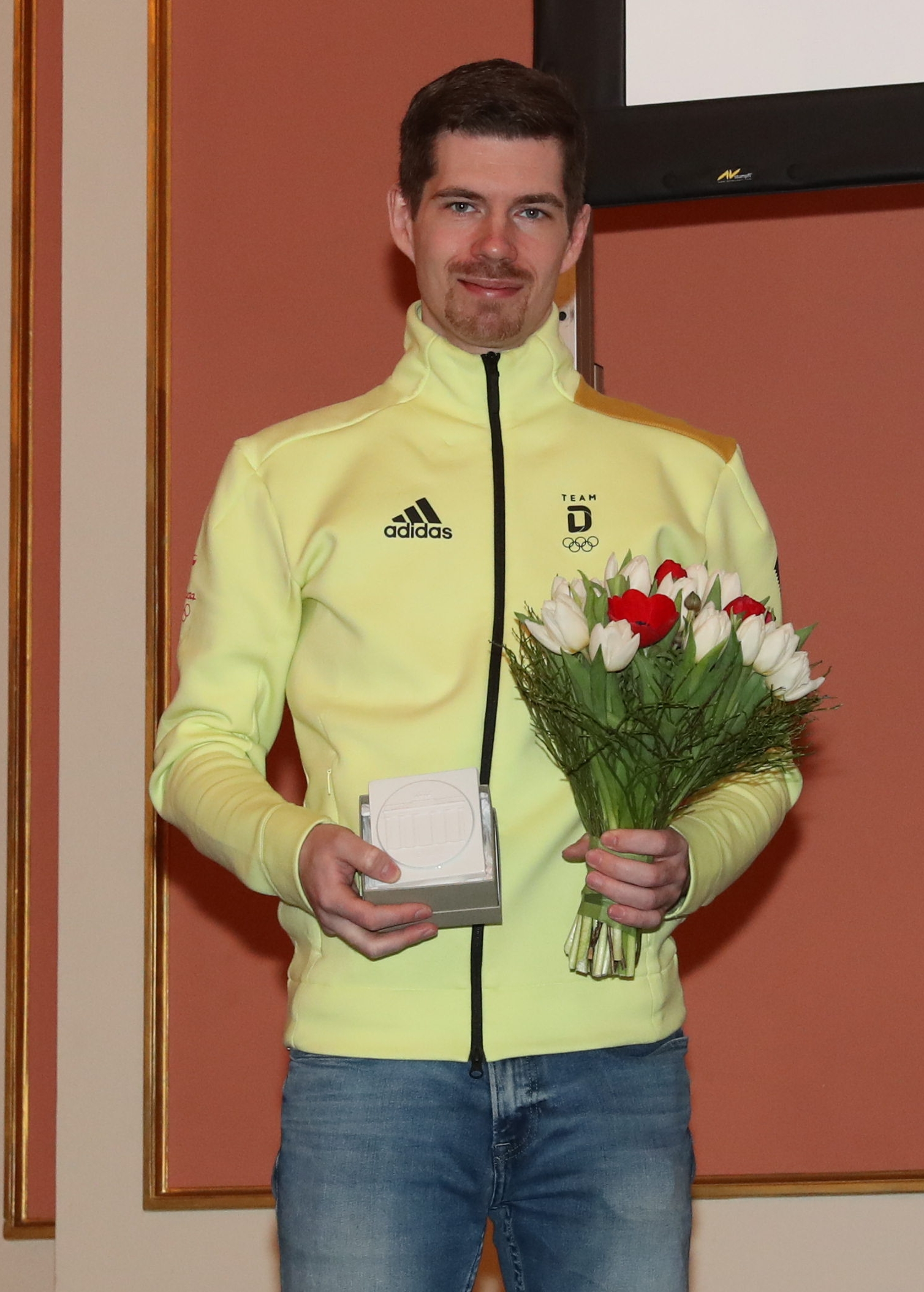
Paul Fentz (* 1992)

- Fentzloff, Emil (1848–1925), Bildhauer in Danzig

### Fenw
- Fenwick, Alf (1891–1975), englischer Fußballspieler
- Fenwick, Benedict Joseph (1782–1846), US-amerikanischer römisch-katholischer Geistlicher und Bischof von Boston
- Fenwick, Charles Ghequiere (1880–1973), US-amerikanischer Politologe und Rechtswissenschaftler
- Fenwick, Edward Dominic (1768–1832), US-amerikanischer Geistlicher, Bischof von Cincinnati
- Fenwick, Edwin Hurry (1856–1944), britischer Urologe
- Fenwick, Jean (1907–1998), US-amerikanische Schauspielerin
- Fenwick, John († 1697), britischer Politiker und Jakobiten-Verschwörer
- Fenwick, Liane (* 1971), australische Beachvolleyballspielerin
- Fenwick, Millicent (1910–1992), US-amerikanische republikanische Politikerin und Publizistin
- Fenwick, Peter (1935–2024), britischer Neuropsychiater und Neurophysiologe
- Fenwick, Terry (* 1959), englischer Fußballspieler und -trainer

### Feny
- Fényes, Adolf (1867–1945), ungarischer Maler
- Fényes, Vilmos (* 1891), ungarischer Kameramann
- Fényi, Julius (1845–1927), ungarischer Jesuit und Astronom
- Fenyő, Emil (1889–1980), ungarischer Schauspieler bei Bühne und Film
- Fenyő, Ervin (* 1948), ungarischer Schauspieler und Autor
- Fenyő, Miksa (1877–1972), ungarischer Journalist und Politiker, Mitglied des Parlaments
- Fenyves, Attila (* 1945), österreichischer Rechtswissenschaftler
- Fenyves, Lorand (1918–2004), kanadischer Geiger und Musikpädagoge ungarisch-jüdischer Herkunft
- Fenyvesi, Csaba (1943–2015), ungarischer Fechter und Olympiasieger
- Fenyvesi, Máté (1933–2022), ungarischer Fußballspieler und Politiker, Mitglied des Parlaments

### Fenz
- Fenz, Alfred (1920–1943), österreichischer Elektroingenieur und Widerstandskämpfer gegen den Nationalsozialismus
- Fenz, Augustinus Kurt (* 1935), österreichischer Ordensgeistlicher, Priestermönch des Zisterzienserstiftes Heiligenkreuz und Theologe
- Fenz, Friedrich (1892–1943), österreichischer SA-Führer
- Fenz, Hans (* 1879), österreichischer Architekt
- Fenz, Silvia (1940–2016), österreichische Schauspielerin
- Fenz, Werner (1944–2016), österreichischer Kunsthistoriker
- Fenzau-Lehmann, Andrea (* 1976), deutsche Segelkunstflugpilotin
- Fenzi, Emanuele (1784–1875), italienischer Bankier, Industrieller und Politiker
- Fenzi, Francesco Maria (1738–1829), römisch-katholischer Geistlicher, Erzbischof von Korfu und Lateinischer Patriarch von Jerusalem
- Fenzl, Annemarie (* 1945), österreichische Historikerin und Archivarin
- Fenzl, Eduard (1808–1879), österreichischer Botaniker
- Fenzl, Friedrich (1932–2014), österreichischer Interpret und Pionier des europäischen Buddhismus
- Fenzl, Fritz (* 1952), deutscher Schriftsteller
- Fenzl, Kristian (* 1946), österreichischer Bildhauer, Maler, Zeichner, Designer und Hochschullehrer
- Fenzl, Rudolf (1867–1908), österreichischer Zeichner und Lithograph
- Fenzl, Sabrina (* 1988), deutsche Köchin
- Fenzl, Ulrike (* 1967), deutsche Juristin, Richterin am Bundesverwaltungsgericht